# Luis Martínez Güertero

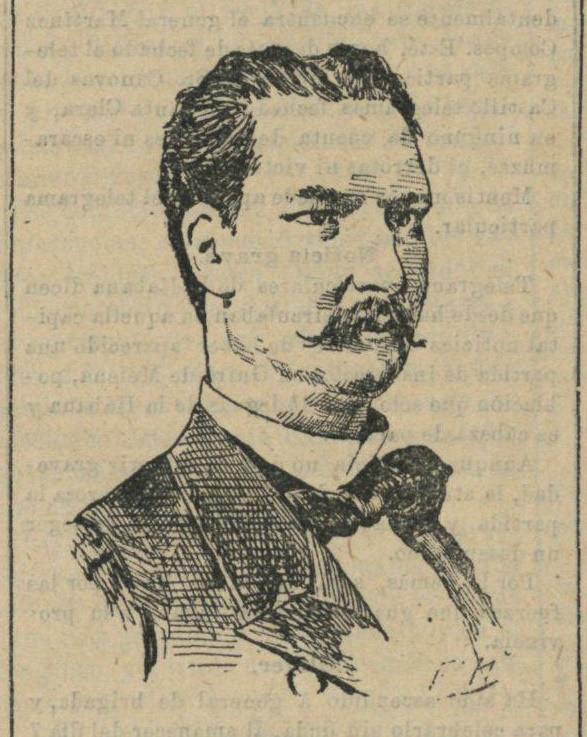
Luis Martínez Güertero. Grabado publicado en La Unión Católica, año IX, n.º 2473, 9 de octubre de 1895

Luis Martínez Güertero (fallecido en Madrid el 5 de junio de 1874) fue un político moderado, periodista y poeta español que firmaba sus composiciones poéticas con el seudónimo de Larmig, anagrama de su nombre.

## Biografía
Muy joven aún trabó amistad en Madrid con Gaspar Núñez de Arce y Carlos Rubio, dos jóvenes poetas de aproximadamente su misma edad, pero al arruinarse la familia y morir sus padres tuvo que abandonar los estudios y la poesía y marchar a Londres con una carta de recomendación para trabajar en una casa de banca española. A su vuelta a España se instaló en La Coruña como agente comercial, se casó con Micaela Batanero Montenegro y tuvo una hija. En 1858 fue nombrado cónsul de Rusia en La Coruña. Director del Banco de La Coruña hasta finales de 1864, el 26 de octubre de 1864 firmó como tal una carta al director del diario La Iberia desmintiendo que el banco se encontrase en situación de suspensión de pagos o de presentar quiebra.
Fue elegido diputado en Cortes por el distrito de la Coruña para la legislatura 1867-1868, la última del reinado de Isabel II. Tras la Revolución de 1868, fundó y dirigió el periódico monárquico El Siglo, de corta vida, convertido en objetivo de la Partida de la porra. Heredero de La España y firme defensor del régimen anterior, salió su primer número el 4 de noviembre de 1868 y terminó su publicación el 29 de julio del año siguiente. Se le atribuye la redacción de la carta dirigida por Isabel II a los obispos españoles para que, ante la convocatoria de elecciones a Cortes constituyentes, ejerciesen su influencia sobre los votantes a fin de asegurar el triunfo de los principios católicos y monárquicos, carta que el nuncio Alessandro Franchi se negó a tramitar.
En 1873 publicó, oculto bajo el seudónimo Larmig, el libro Mujeres del Evangelio. Cantos religiosos, colección de poesías –algunas de ellas previamente editadas en La Ilustración Española y Americana– en las que describe vívidamente y con grácil forma y genuina inspiración siete figuras femeninas relacionadas con Jesús de Nazaret: María, María Magdalena, la Samaritana, la mujer adúltera, la hija de Jairo, Marta y Berenice. Así escribe, por ejemplo, sobre la Virgen María:

Sé que la dicha que el humano anhela / en este valle lóbrego no anida: / es ave cautelosa, que no vuela / sino en alta región desconocida. / ¿Qué es la dicha? El amor que no recela, / que nada teme, que jamás olvida. / ¿Dónde el perenne amor tiene su imperio? / Del cielo en el recóndito misterio. / Y, ¿qué fuera ese cielo prometido / sin el encanto del amor dichoso? / Un desierto sin linde conocido / y cuanto más inmenso más penoso, / vasto templo con oro revestido / encerrando sepulcro silencioso: / y es la pena mayor del negro averno / eterna vida, sin amor eterno.

El poeta se suicidó por razones desconocidas el 5 de junio de 1874, degollándose ante un espejo, en su dormitorio, según Gaspar Núñez de Arce, quien contaba que solo un día antes lo había visitado su amigo de la infancia, con quien había conversado animadamente y le había leído Las hijas de Milton, su última obra, parte del libro de poemas que preparaba. Este fue publicado póstumo, también con ilustraciones de José Pedraza Ostos en La Ilustración Española y Americana con el título Querellas del vate ciego, del que «Milton y su hija Débora» es el primer canto.
Hermano de Concepción Martínez de Figuera, fue tío de Concepción Figuera Martínez y Güertero, pintora que presentó sus obras en las exposiciones nacionales con el seudónimo de Luis Larmig o Concepción Figuera Larmig.